# Estação Periférico/Participación Ciudadana
A Estação Periférico/Participación Ciudadana é uma das estações do VLT da Cidade do México, situada na Cidade do México, entre a Estação Xomali e a Estação Tepepan. Administrada pelo Servicio de Transportes Eléctricos de la Ciudad de México (STECDMX), faz parte da Linha 1.
Foi inaugurada em novembro de 1993. Localiza-se no cruzamento da Estrada México Xochimilco com o Boulevard Adolfo Ruiz Cortines. Atende o bairro Residencial Puerta Tepepan, situado na demarcação territorial de Tlalpan.